# Thor Thörnblad
Thor Gustaf Thörnblad född 10 juni 1885 i Uppsala, död 29 juni 1954, var en svensk direktör och ingenjör. Han var bror till Raoul Thörnblad.
Thörnblad studerade vid Kungliga Tekniska högskolan 1905–1907 och vid Stockholms högskola 1907–1911. Han blev underlöjtnant vid fortifikationen 1906. Under första världskriget var han kommenderad till Tyskland för militärtekniska studier. Bland annat rapporterade han om det tyska Bruket af fallskärm från aeroplan 1917. Han delade med sig av sina kunskaper om fallskärmar till sin bror Raoul som kom att bli svensk fallskärmspionjär. Thor var en av initiativtagarna till bildandet av Svenska Radioaktiebolaget 1919. Han har haft en omfattande medverkan i fack- och dagstidningar inom radio, flyg, trafik, stadsplanering, husbyggnad och politik.